# Hrabstwo Carroll (Ohio)
Hrabstwo Carroll (ang. Carroll County) – hrabstwo w stanie Ohio w Stanach Zjednoczonych. Obszar całkowity hrabstwa obejmuje powierzchnię 399,01 mil2 (1 033,43 km²). Według danych z 2010 r. hrabstwo miało 28 836 mieszkańców. Hrabstwo powstało 1 stycznia 1833 roku i nosi imię Charlesa Carrolla - sygnatariusza Deklaracji niepodległości Stanów Zjednoczonych oraz senatora ze stanu Maryland.

## Sąsiednie hrabstwa
- Hrabstwo Columbiana (północny wschód)
- Hrabstwo Jefferson (południowy wschód)
- Hrabstwo Harrison (południe)
- Hrabstwo Tuscarawas (południowy zachód)
- Hrabstwo Stark (północny zachód)

## Wioski
- Carrollton
- Dellroy
- Lake Mohawk (CDP)
- Leesville
- Magnolia
- Malvern
- Minerva
- Sherrodsville